# The Adventure of the Solitary Cyclist
The Adventure of the Solitary Cyclist(A Ciclista Solitária) é um conto de Arthur Conan Doyle protagonizado por Sherlock Holmes e Dr. Watson, e publicada pela primeira vez na Collier’s Weekly, em Dezembro de 1903 com ilustrações de Frederic Dorr Steele, e na Strand Magazine em Janeiro de 1904 com ilustrações de Sidney Paget.

## Enredo

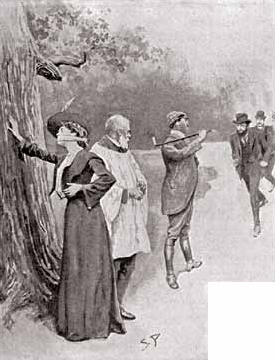
Sherlock Holmes, Dr. Watson e um desconhecido encontram Violet amordaçada enquanto é agredida pelo padre e pelo criminoso

A srta. Violet Smith, após a morte de um tio desconhecido que vivia na África do Sul foi contratada por um amigo do tio para dar aulas de música a filha do mesmo, a casa onde Violet dava as aulas de música em Farnham, Surrey, bem longe da estação de trem, e todos os finais de semana Violet tinha o direito de visitar a sua mãe, e já que o patrão não tinha uma carruagem precisava ir a estação de trem de bicicleta, mas após o senhor Woodley, que se hospeda aos finais de semana na casa do ex-padre Williamson, que foi expulso da religião por motivos obscuros, Violet passa a ser seguida por um homem de bicicleta quando se dirige a estação. Sherlock Holmes quase falha neste caso, onde terá de enfrentar uma dificuldade maior do que Lestrade, um padre corrupto.